# منتخب ساو تومي وبرينسيب لكرة القدم للسيدات
منتخب ساو تومي وبرينسيب لكرة القدم للسيدات هو ممثل ساو تومي وبرينسيب الرسمي في المنافسات الدولية في كرة القدم للسيدات، يديريه اتحاد ساو توميه وبرينسيب لكرة القدم.